# 어윈 올라프
어윈 올라프(네덜란드어: Erwin Olaf, 1959년 7월 2일~2023년 9월 20일)는 네덜란드의 힐베르쉼 출신의 사진가이다.

## 이력

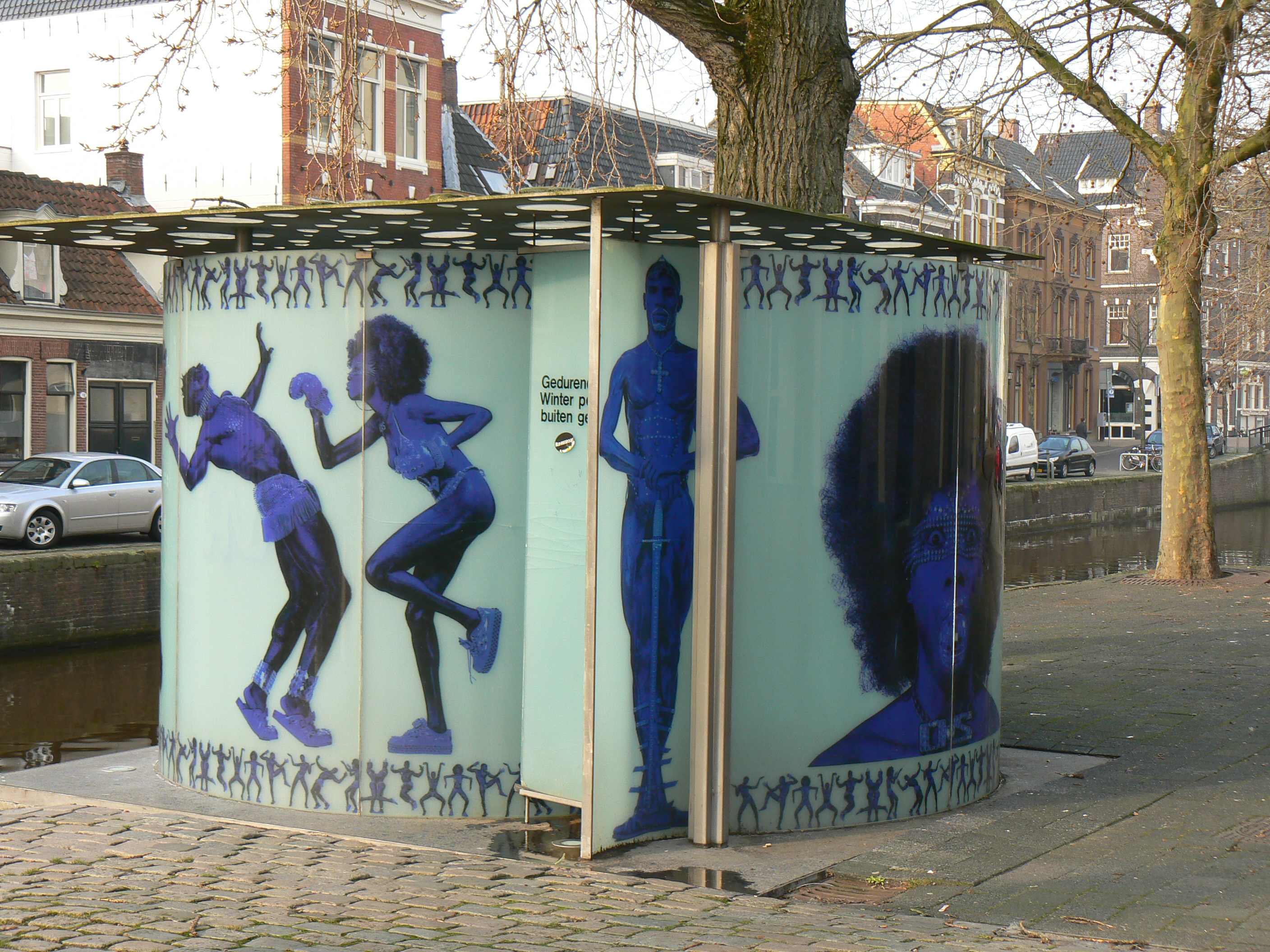
흐로닝언의 렘 콜하스와 어원 올라프가 설계한 공중 화장실

올라프는 1959년 네덜란드의 힐베르쉼에서 태어나서 위트레흐트 학교에서 저널리즘을 공부했다. 1988년 청년 유러피안 사진작가 대회에서 그의 Chessmen 시리즈가 1등 상을 받으면서 국제 예술계에 모습을 드러냈다.
그는 여러 공동 전시와 개인전을 열었는데, 헤이그 사진 박물관과 네덜란드 국립미술관 라익스 뮤지엄외에도, 스페인의 빌바오 아트센터, 이탈리의 볼로냐 현대 미술 갤러리, 모스크바의 현대 미술관 등에서 전시가 있었다.
그는 또한 2014년부터 유통되고 있는 네덜란드의 빌럼 알렉산더(Willem Alexander) 왕의 초상을 담고 있는 네덜란드 유로 동전을 디자인하기도 했다. 1987년부터는 영화를 만들기 시작해서, 파리의 퐁피두 센터와 뉴욕의 FIT 박물관에서 상영되기도 했다.

## 수상
- 1988년 청년 유러피안 사진작가 대회 우승
- 2006년 올해의 포토그래퍼
- 2007년 쿤스트 아트지의 올해의 아티스트 상
- 2011년 네덜란드 요하네스 베르메르 상

## 전시회
- 2019 :
  - Anniversary Solo Show, Gemeente Museum The Hague & The Hague Museum of Photography, 헤이그, 네덜란드
  - Palm Springs Unseen, Flatland, 암스테르담
- 2017 :
  - Album 13 d' Indochine, Galerie Rabouan Moussin, 파리, 프랑스
  - Human & Nature, 갤러리 공, 서울, 대한민국
- 2016 :
  - Erwin Olaf-Four Series, Centro de Arte Contemporaneo de Málaga, 말라가, 스페인
  - 감정의 세포, 국립 미술관, 소피아, 불가리아
  - Homage Louis Gallait, 푸쉬킨 미술관, 모스크바, 러시아
- 2015 :
  - 군단 Perdu, Magda Danysz 갤러리, 파리[2]
  - Erwin Olaf : The Empire of Illusion, Museo de Arte Contemporaine de Rosario, Rosario, Argentina
  - Waiting, Flatland, 암스테르담
  - "회고전", Fondation Oriente Museu, 마카오, 차인
- 2014 :
  - 예술과 패션, Magda Danysz 갤러리, 파리[3]
- 2013년   :
  - "Erwin Olaf-베를린,"Rabouan Moussion Gallery, 파리[4]
  - "Erwin Olaf-Waiting,"Rabouan Moussion Gallery, 파리[5]
  - "감정-설치", 라 수 크리 에르, 리옹
  - "베를린", Hasted Kraeutler Gallery, 뉴욕
  - "베를린,"Hamiltons Gallery, Londres[6]
- 2012 :
  - The Dark Side, Rabouan Moussion Gallery, 파리
  - "Works 2000-2010,"Art Statements Gallery, 홍콩
  - "Erwin Olaf,"Kong Gallery, Séoul
  - "짧은 이야기", Wagner Gallery, 베를린
- 2011 :
  - "Erwin Olaf,"Art Statements Gallery, 도쿄
  - "클럽 파라다이스", 라부안 무전 갤러리, 파리
  - "고장력", Carbon, Dubaï
  - "포획 된 감각", Cer Modern, Ankara
  - "Erwin Olaf,"Nordic Light International Festival of Photography, Kristiansund
- 2010 :
  - "Erwin Olaf Hotel," Magda Danysz Gallery, 파리
  - "Erwin Olaf Hotel,"파리-베니 징 갤러리, 페킨
  - "Erwin Olaf-최근 작업,"Hamiltons Gallery, Londres
  - "Hotel, Dawn & Dusk,"Hasted Kraeutler Gallery, 뉴욕
- 2009년   :
  - 황혼, 평지, 암스테르담
  - "Série Laboral Escena," Magda Danysz Gallery, 파리
  - "비, 희망, 슬픔과 가을", Institut Netherlands, Paris
  - "Darts of Pleasure,"Domus Artium Museum, Salamanque
  - "움직이는 표적", 하이파 미술관, 하이파